# (119) Althée
Pour les articles homonymes, voir Althaea.
Cet article possède des paronymes, voir Althéa et Altea.
(119) Althée (désignation internationale (119) Althaea) est un astéroïde de la ceinture principale découvert par James Craig Watson le 3 avril 1872.
Il fut nommé en honneur d'Althée en mythologie grecque.

## Compléments